# Ala'Suinu
L'Ala'Suinu è un traghetto di proprietà della Stena Line e in servizio per la Marine Atlantic.

## Servizio
Varato il 27 marzo 2023 nel cantiere navale CMI Jinglin Weihai Shipyard di Weihai con il nome di Ala'Suinu e consegnato il 7 febbraio 2024 alla Stena Line, viene subito girato in noleggio alla Marine Atlantic.
Il 17 febbraio 2024 salpa da Weihai per l'America, giungendo per la prima volta a North Sydney il 20 aprile successivo.
Il 9 luglio esegue una traversata di prova tra North Sydney e Port aux Basques, dove vengono effettuate le prove di ormeggio.
Il 10 luglio prende servizio nei collegamenti tra North Sydney e Port aux Basques.

## Navi gemelle
- Stena Estrid
- Stena Edda
- Guillaume de Normandie
- Stena Embla
- Côte d'Opale
- Salamanca
- Stena Estelle
- Stena Ebba
- Santoña
- Galicia
- Saint-Malo
- Capu Rossu